# Æthelheard (roi du Wessex)
Pour les articles homonymes, voir Ethelheard.
Æthelheard est roi du Wessex de 726 à sa mort, en 740.

## Biographie
Æthelheard pourrait être le beau-frère de son prédécesseur Ine, mais ses ancêtres sont inconnus. C'est peut-être le premier roi du Wessex qui ne soit pas un descendant de Cynric.
Quand le roi Ine abdique et part à Rome en 726, il ne laisse pas d'instructions particulières et, d'après Bède, laisse simplement son royaume « aux hommes plus jeunes ». Après son départ, le trône du Wessex est disputé entre Æthelheard et un autre prétendant, Oswald. Oswald semble avoir les meilleurs arguments, vu que la Chronique anglo-saxonne le considère comme un descendant du roi Ceawlin, roi du Wessex au VIe siècle, mais Æthelheard l'emporte. Il est possible que sa victoire soit due à l'aide d'Æthelbald de Mercie, qui gouverne le plus puissant royaume anglo-saxon de l'époque. Cependant, le manque d'indépendance d'Æthelheard ne semble pas avoir empêché Æthelbald de prendre, en 733, une part considérable du territoire du Wessex, incluant le manoir royal de Somerton (Somerset) et d'accorder des terres dans le nord du Somerset et le Wiltshire. Oswald meurt vers 730.
L'épouse d'Æthelheard, Frithugyth, est mentionnée dans la Chronique pour un pèlerinage qu'elle fait à Rome, en 737, en compagnie de l'évêque Forthhere. Il meurt en 740 et un certain Cuthred, qui est peut-être son frère, ou un parent, lui succède alors sur le trône.